# Asteroids
Asteroids és un videojoc arcade llançat en 1979 per Atari Inc. Va ser un dels videojocs més populars de l'era daurada dels videojocs arcade.

## Història
A finals de la dècada del 1970 Atari estava treballant en una consola amb tecnologia hologràfica per a dos jugadors anomenada Cosmos que finalment no va tirar endavant. Tot i això un dels enginyers que va participar en el projecte, Lyle Rains, va pensar en un joc que pugues funcionar en la consola i, amb l'ajuda d'Ed Logg que el va programar, va fer la primera versió d'Asteroids. De seguida la resta de companys d'Atari es van interessar en el projecte i van incorporar algunes millores fins que, el 1981, es va presentar per l'Atari 2600 i per la família Atari de 8 bits.